# 沃尔沃S60
沃尔沃S60（Volvo S60）是由沃尔沃汽车公司（中文亦稱富豪汽車）生产的一款紧凑型豪华轿车，目前共有两代产品，分别于2000年和2010年推出。

## 圖片

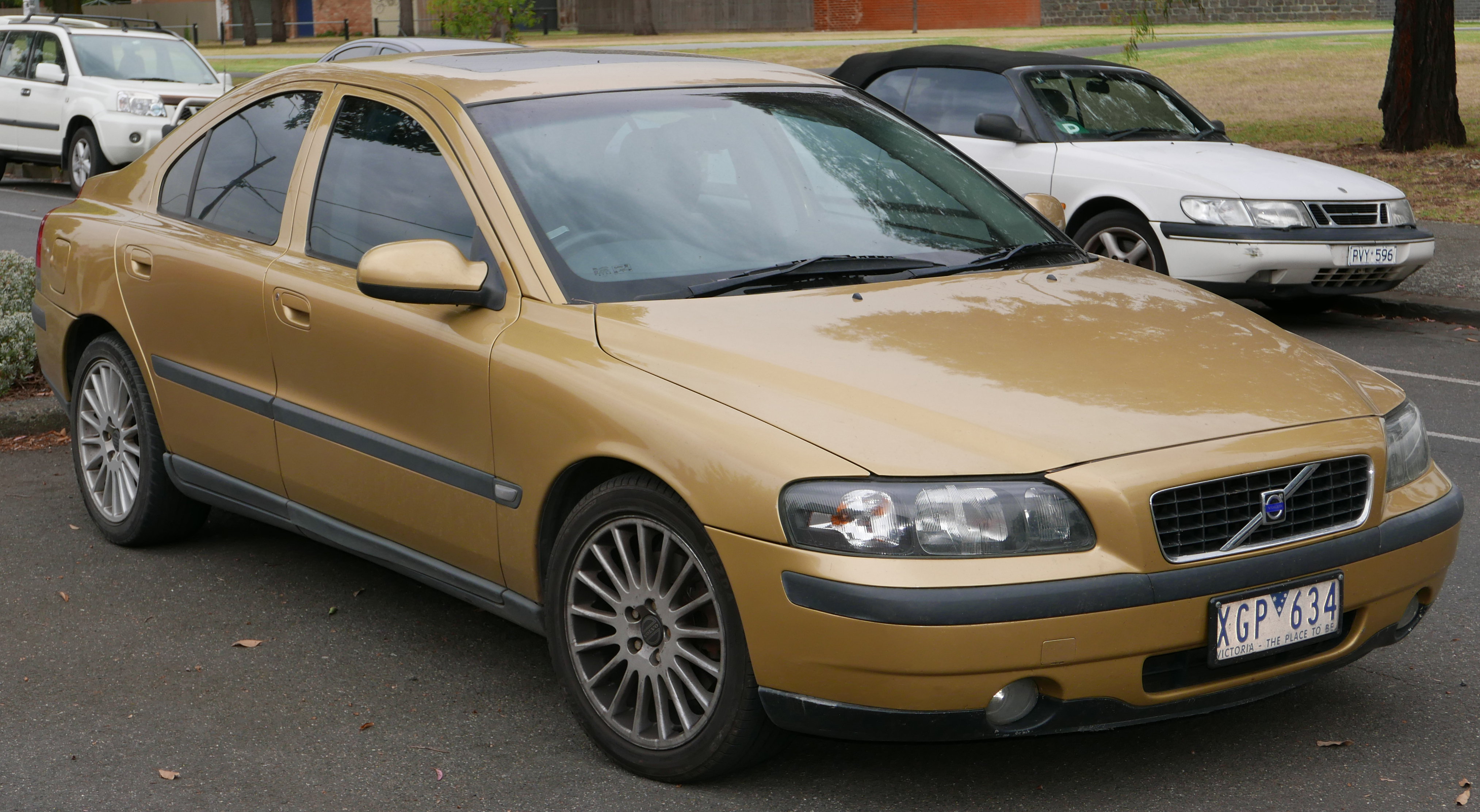
第一代

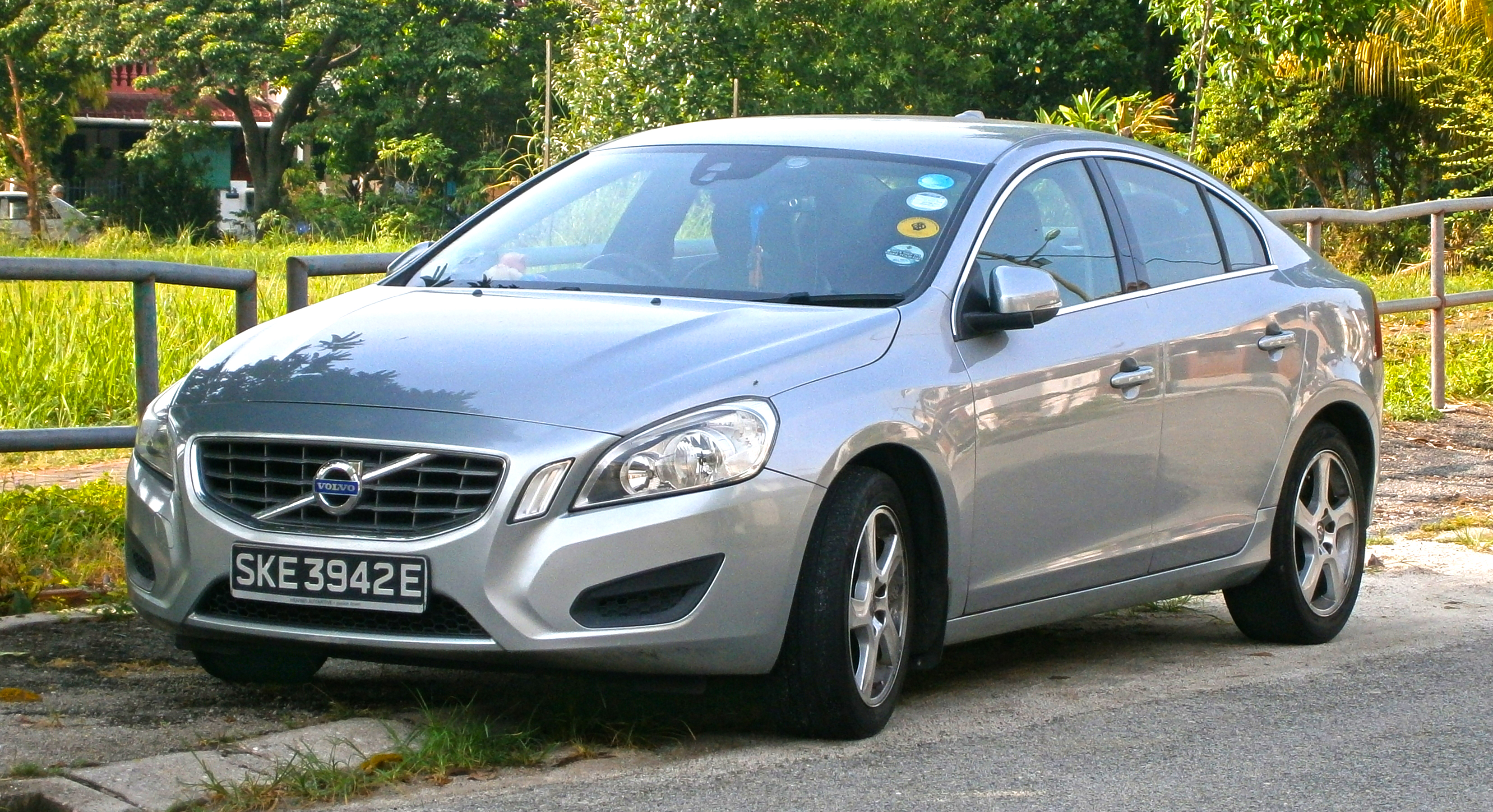
第二代

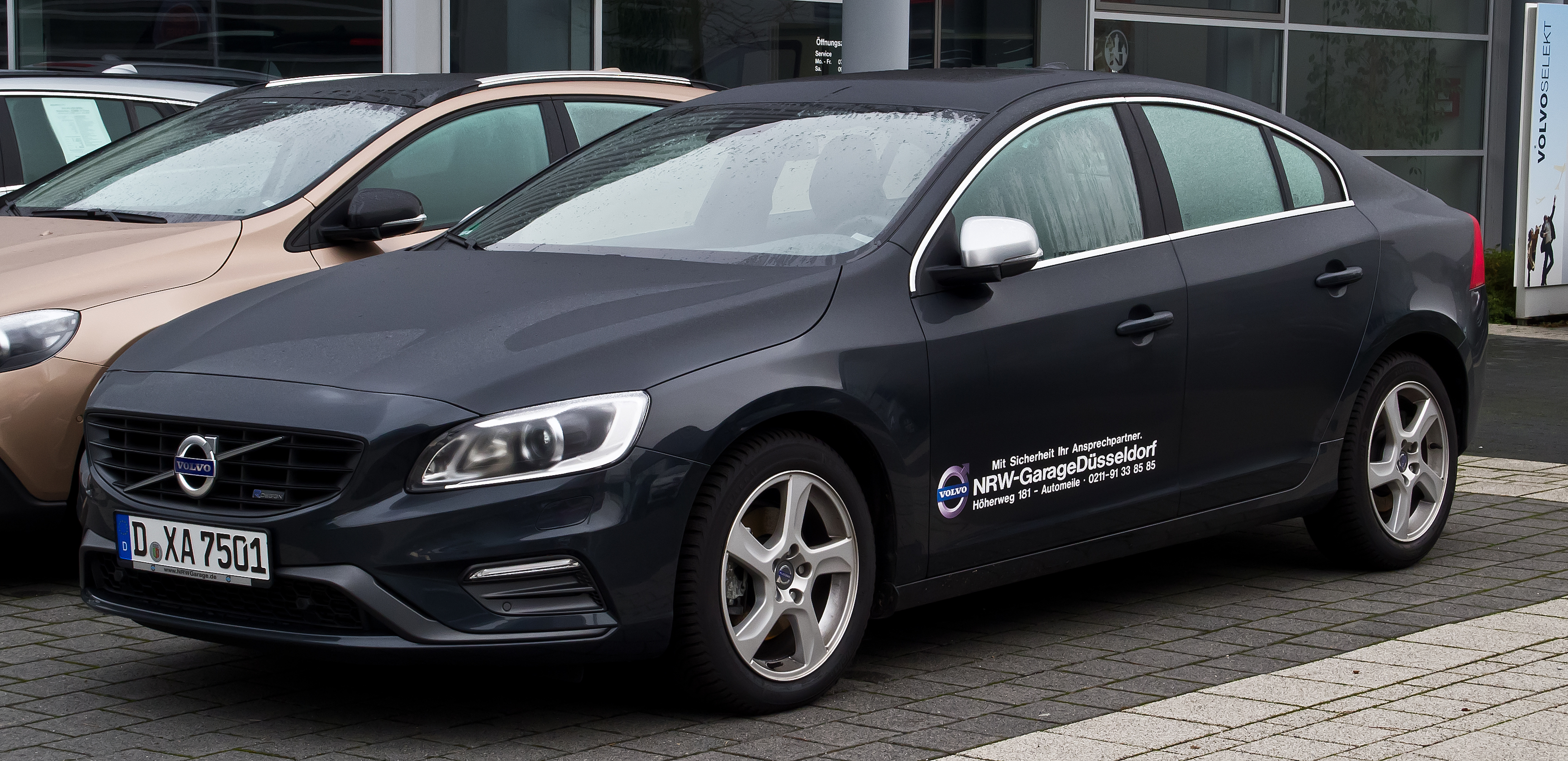
第二代小改款

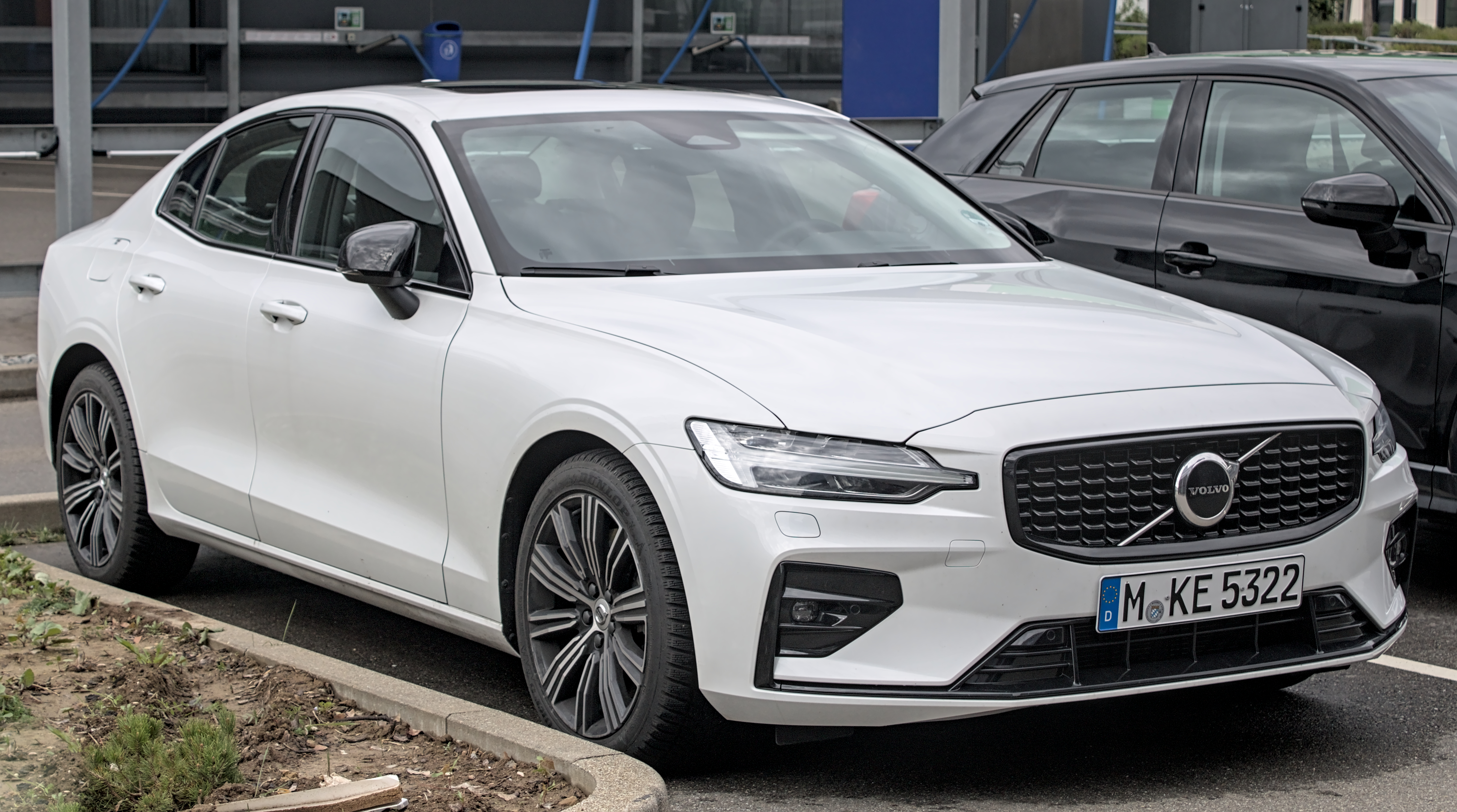
第三代